# Subiya
Subiya is een Bantoetaal die wordt gesproken in Botswana,  Namibië en Zambia in het gebied waar de Zambezi en Chobe rivieren bij elkaar komen. In het oosten van de Caprivi regio in Namibië zijn er ongeveer 25.000 sprekers, voornamelijk door mensen van het Masubia volk.
Subiya is verwant aan Luyana en Tonga. Fwe en Totela worden ook in de oostelijke helft van de Caprivi gesproken en zijn dialecten van Subiya.